# COTAM
| Sigles de 2 caractères   |
| Sigles de 3 caractères   |
| Sigles de 4 caractères   |
| ► Sigles de 5 caractères |
| Sigles de 6 caractères   |
| Sigles de 7 caractères   |
| Sigles de 8 caractères   |

CoTAM est un sigle signifiant « Commandement du transport aérien militaire » en France.
Commandement de l'Armée de l'air française existant de février 1962 (succédant ainsi au GUAS transport, Groupement d'Unités Aériennes Spécialisées) au 11 mars 1994 (où il devient CFAP, Commandement de la Force Aérienne de Projection).
Bien que remplacé par le sigle CFAP, le sigle COTAM continue à être utilisé comme indicatif d'appel des vols du CFAP.
Indicatifs particuliers :
- COTAM 0001 : Président de la République.
- COTAM 0002 : Premier ministre.
- COTAM 0003 : Ministre des Armées.
- COTAM 0004 à 0009 : Hautes autorités ministérielles.
- COTAM 0010 à 0099 : Hautes autorités de l'État.